# Bacchius
Der Bacchius oder Bakcheus (altgriechisch βακχεῖος bakcheios oder auch βακχειακός πούς bakcheiakos, deutsch ‚bakchischer Fuß‘; Plural Bacchien bzw. Bakcheen) ist in der antiken Verslehre ein dreigliedriger, einfacher Versfuß, der aus einem kurzen und zwei langen Verselementen besteht, das Schema ist also
◡——
In metrischer Formelnotation wird er mit ba abgekürzt. Die umgekehrte Form heißt Antibacchius. Da der Bacchius häufiger in Verbindung mit jambischen Formen erscheint, wird er wie auch der Kretikus als synkopierte Form des jambischen Metrons (◡—(◡)—) betrachtet.
Der Bacchius ist eng verwandt mit dem orientalischen Versfuß des Mutakaribs, in dem beispielsweise Firdausīs großes Heldengedicht verfasst ist.

## Bacchische Versmaße
Der Bacchische Vers, der besonders in den Hymnen zu Bacchus benutzt wurde und daher seinen Namen hat, kommt meist in akatalektischen Tetrametern vor, die mit Dimetern und anderen kürzeren Versen untermischt sind und dann einen jambischen oder anapästischen Schlussvers haben.
Der Bacchius wurde selten bei den Griechen, aber häufiger von den römischen Komikern gebraucht, vor allem bei Plautus, wo er mehrfach in den Cantica erscheint.
Bacchische Versmaße sind in der antiken Metrik:
- Bacchische Dipodie (ba2) bzw. bacchischer Dimeter (bad) bei Plautus, Caecilius Statius und Marcus Pacuvius. Das Schema ist in metrischer Notation:

×——ˌ×—◠
- Katalektische bacchische Tripodie (ba3c) bei Plautus

×——ˌ×——ˌ×◠
- Akatalektische bacchische Tripodie (ba3) bei Plautus und Caecilius Statius

×——ˌ×——ˌ×—◠
- Bacchischer Quaternar (ba4) bei Plautus, Ennius und Caecilius Statius bzw. bacchischer Tetrameter

×——ˌ×——ˌ×——ˌ×—◠
- Bacchischer Senar (ba6) sehr selten bei Plautus

×——ˌ×——ˌ×——ˌ×——ˌ×——ˌ×—◠
- Bakcheisches Kolon (bac)

×—×—◠ oder ×——×◠
Das Kolon erscheint eingestreut zwischen anderen Bacchien, oft nach bacchischer Dipodie oder zusammen mit reizianischem Kolon.